# H-Saisonkennzeichen

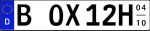
So kann ein neues H-Saisonnkennzeichen aussehen.

Beim H-Saisonkennzeichen handelt es sich um ein deutsches Kfz-Kennzeichen für historische Fahrzeuge (Oldtimer), welches zugleich eine Saisonzulassung beinhaltet. Es kombiniert die Eigenschaften des Oldtimer-Kennzeichens (erkennbar an dem „H“) mit dem in Deutschland seit 1997 verfügbaren Saisonkennzeichen. Die entsprechende Änderung des § 9 Abs. 3 FZV erfolgte durch Art. 1 Nummer 5 der Dritten Verordnung zur Änderung der Fahrzeug-Zulassungsverordnung und anderer straßenverkehrsrechtlicher Vorschriften. Hier wird klargestellt:

„Auch Oldtimerkennzeichen nach Absatz 1 […] können als Saisonkennzeichen zugeteilt werden.“

Die Zuteilung dieser neuen Art von Kennzeichen kann seit dem 1. Oktober 2017 beantragt werden.

## Voraussetzungen
Für die Zuteilung eines H-Saisonkennzeichens muss das Kraftfahrzeug dieselben Voraussetzungen erfüllen wie für die Zuteilung der herkömmlichen Oldtimer-Zulassung. Grundsätzlich muss der Tag der Erstzulassung mindestens 30 Jahre zurückliegen. Außerdem muss sich das Fahrzeug weitgehend im Originalzustand befinden und zur Pflege des Kfz-technischen Kulturgutes genutzt werden. Dieser Umstand muss gemäß § 23 StVZO durch ein Oldtimer-Gutachten einer anerkannten Prüfstelle bzw. eines Sachverständigen belegt werden.
Hinsichtlich der Saisonzulassung gilt: Der Betriebszeitraum muss mindestens 2 und darf höchstens 11 Monate betragen.  Außerhalb des auf dem Kennzeichen angegebenen Betriebszeitraums  darf das Fahrzeug nicht auf öffentlichen Straßen in Betrieb genommen  oder abgestellt werden, wenn die Voraussetzungen nach § 16 bzw. § 16a FZV nicht erfüllt sind. 

## Vorteile des H-Saisonkennzeichens
Das H-Saisonkennzeichen kombiniert die Vorzüge des herkömmlichen H- und Saisonkennzeichens. Fahrzeughalter historischer Fahrzeuge profitieren einerseits von der geringen Kraftfahrzeugsteuerbelastung der Oldtimerzulassung, andererseits ersparen sie sich den regelmäßigen Gang zur Zulassungsstelle, um das Fahrzeug an- und abzumelden.
Die Einführung des H-Saisonkennzeichens bringt damit Vorteile für Fahrzeughalter, darunter Zeit- und Kostenersparnisse.